# Hochkar-Schutzhaus
Das Hochkar-Schutzhaus, ursprünglich als Kremser Hütte bezeichnet, ist eine Schutzhütte des Österreichischen Touristenklubs. Es liegt im Skigebiet Hochkar in Niederösterreich, bei Lassing im Gemeindegebiet Göstling an der Ybbs, nahe der steiermärkischen Landesgrenze.

## Lage
Das Hochkar-Schutzhaus liegt im Nordkar des Hochkars (1808 m ü. A.), dem Hauptmassiv der Göstlinger Alpen in den Lassingalpen der Ybbstaler Alpen. Es befindet sich auf der Bodenalm in 1491 m ü. A. Höhe, und ist heute von den etlichen Häusern des Schigebiets umgeben, insbesondere der Sportpension Hochkar, die Kontaktstelle für die Hütte ist, und der kleinen Jausenstation Hochkaralm.

## Geschichte
Im Jänner 1887 beschloss die Generalversammlung der Sektion Krems-Stein des Österreichischen Touristenklubs (ÖTK) den Bau einer Kremser Hütte.; am 14. September 1890 wurde das Schutzhaus eröffnet. Schon in den 1920ern wurde das Schigebiet als Wiener Hausberg beliebt. In den Jahren 1921 und 1924 erfolgten erste Erweiterungen, um dem Andrang gerecht zu werden. Ab 1923 wurde das Haus ganzjährig bewirtschaftet. Heute ist das Hochkar-Schutzhaus, das in Eigentum der ÖTK-Zentrale Wien steht aber von der örtlichen ÖTK-Sektion Scheibbs betreut wird, sowohl Herberge wie auch Jausenstation und Gaststätte, für den Schibetrieb ebenso wie in der Sommersaison.

## Zustieg, Lifte und Wanderungen
Die Hochkaralpenstraße ist Mautstraße.

Das Hochkar-Schutzhaus ist zu Fuß von Lassing in 2½ Stunden erreichbar (Blachl – Wassergraben – Schottenschlag – Hochkarboden), und von Göstling in 4 Stunden. Von Fachwerk erfolgt der Aufstieg über den Hochkargipfel in 3½ Stunden.
Von der Hütte führen Lifte sowohl auf den Hochkargipfel (Viersesselbahn Hochkar Vorgipfel), wie auch den Häsing (Viersessellift) und in die Höll (Viersessellift Almlift, von wo es auf die Leckerplan weitergeht).
Wanderziel ist der Hochkargipfel in 1¼ Stunden – mit dem Sessellift auf die Kammhöhe etwa 20 Minuten bis zum Gipfel.
Nach Osten läuft hier der Alpinweg als Höhenweg bis zum Dürrenstein, und weiter nach Lunz am See oder zumindest als 2-Tages-Tour zum Ötscher. Hier liegt nach 8 Stunden die Ybbstaler Hütte am Dürrenstein.

Die Schwarzalm-Hütte ist in 2½ Stunden erreichbar, über die nicht bewirtschaftete Brunnecker Hütte als leichte Wald- und Almwanderung.
Außerdem erreicht man die wenig weit entfernte Hochkarhöhle, die unter Naturschutz steht und als Schauhöhle mit Führungen zugänglich ist.
Bei der Hochkaralm gibt es seit 2008 einen Hochseilgarten, dort beginnt auch der Heli Kraft Klettersteig.